# البطولة الكندية 2017
البطولة الكندية لكرة القدم 2017 (بالإنجليزية: 2017 Canadian Championship)‏ هو الموسم 10 من البطولة الكندية لكرة القدم. أقيم خلال الفترة 3 مايو 2017 وحتى 27 يونيو 2017، وأشرف على تنظيمه اتحاد كندا لكرة القدم، وكان عدد الأندية المشاركة فيه 5، وفاز فيه نادي تورونتو.